# 16 avril 2000
Le dimanche 16 avril 2000 est le 107e jour de l'année 2000.

## Décès
- Harun Putra (né le 25 novembre 1920), roi de Malaisie
- Ossi Kauppi (né le 19 avril 1929), joueur de hockey sur glace finlandais
- Policarpo Paz García (né le 7 décembre 1932), homme d'État hondurien

## Événements
- 19e cérémonie des Hong Kong Film Awards
- Liège-Bastogne-Liège 2000
- Publication du roman Lumière des jours enfuis
- Création du journal en ligne Ukrayinska Pravda
- Perlis, Malaisie : le roi Harun Putra de Perlis est mort après un règne de cinquante-cinq ans. C'est le règne d'un monarque le plus long au monde[réf. souhaitée] depuis la mort de l'empereur du Japon Hirohito.